# هدروشیت
هدروشیت (به انگلیسی: Hodrushite) با فرمول شیمیایی Cu8Bi12S22 از مجموعه کانی هاست و  از نام محل Hodrusa هدروشا در چک و اسلواکی گرفته شده‌است.  محلول در HNO3 Cu:۱۳٫۶۶٪  Bi:۱۸٫۹۵٪  S:۱۸٫۹۵٪  برای اولین بار در چک و اسلواکی کشف شد و از نظر شکل بلور: شاخة جواهری، رنگ: خاکستری فولادی - انعکاس زرد رنگ روی شکستگی تازه، شفافیت: کدر(اپاک)، جلا: فلزی، رخ: ندارد، سیستم تبلور: مونوکلینیک و در رده‌بندی سولفور است همچنین خاصیت مغناطیسی ندارد و منشأ تشکیل آن هیدروترمال است.
همایند کانی‌شناسی (پارانژ) آن اشعة X و واکنش‌های شیمیائیامپلکتیت - بیسموتینیت و غیره- کالکوپیریت- هماتیت- کوارتز- بیسموتینیت و غیره است
، از نظر ژیزمان  بلوری - آگرگات دانه ریز و دانه‌های نامنظم کمیاب ; چک و اسلواکی یافت می‌شود.

## منبع
- پردیس کشاورزی ایران